# Лоєв (Польща)
Лоєв (пол. Łojew) — село в Польщі, у гміні Лохув Венґровського повіту Мазовецького воєводства.
Населення — 292 особи (2011).
У 1975-1998 роках село належало до Седлецького воєводства.

## Демографія
Демографічна структура станом на 31 березня 2011 року:
|          | Загалом | Допрацездатний вік | Працездатний вік | Постпрацездатний вік |
| -------- | ------- | ------------------ | ---------------- | -------------------- |
| Чоловіки | 146     | 38                 | 94               | 14                   |
| Жінки    | 146     | 33                 | 78               | 35                   |
| Разом    | 292     | 71                 | 172              | 49                   |